# Roselys, justicière de l'ombre
 (juin 2015).
Si vous disposez d'ouvrages ou d'articles de référence ou si vous connaissez des sites web de qualité traitant du thème abordé ici, merci de compléter l'article en donnant les références utiles à sa vérifiabilité et en les liant à la section « Notes et références ».
Roselys, justicière de l'ombre est le premier roman d'une série historique écrite par Annie Jay, Les Roses de Trianon. Il se déroule en 1780, sous le règne de Louis XVI et Marie-Antoinette d'Autriche.

## Résumé[1]
À seize ans, l'intrépide Roselys d'Angemont monte à cheval et manie l'épée à merveille.
Cependant, ses parents décident qu'il est temps pour elle d'avoir une vraie vie de demoiselle. Finis les vêtements d'homme, les leçons d'escrime et les escapades ! Roselys, à contrecœur, part vivre à Paris chez sa tante. Elle y fait la connaissance de sa cousine Aimée. Bientôt, toutes deux sont présentées à Marie-Antoinette, au château de Trianon. 
La reine s'y retire, loin de l'étiquette de la cour, pour y goûter les beautés et le calme de ses jardins. En ce mois de juillet 1780, elle décide de jouer au théâtre avec ses amis intimes... Peut-être donnera-t-elle un rôle à Roselys ? La jeune fille fait en même temps la découverte d'une mystérieuse société secrète, Les enfants de Thémis, dont les membres luttent dans l'ombre pour préserver la justice...

## Personnages

### Personnages fictifs

#### Roselys d'Angemont
C'est l'ainée d'une famille aristocratique. Elle est vive, malicieuse et garçon manqué. La jeune fille a été élevée à partir de l'exemple des idées philosophiques naissantes, ce qui lui laisse la liberté de s'adonner à l'activité de son choix en dehors des heures d'apprentissage. Ses passions sont l'escrime et l'équitation, ce qui encourage son père à la traiter comme le fils manquant à la famille. Roselys a 16 ans, est grande et élancée, et a des cheveux acajou et des yeux marron.

#### Étienne de Valsens
Jeune homme d'une vingtaine d'années, il est l'ami de monseigneur le comte d'Artois ce qui fait de lui l'un des intimes de Trianon. Il appartient à la société secrète des Enfants de Thémis qui vise à rétablir la justice.
Il est libertin, courtois, mais peut se montrer très têtu. Il a un frère Henri.

#### Aimée de Croisselle
Cousine de Roselys, elle a à peu près le même âge qu'elle. Elle est timide et renfermée. Passionnée de botanique, c'est elle qui va créer une variété de rosier en l'honneur de la reine, d'où est tiré le titre du roman. Elle est blonde aux yeux très noirs. 

#### Le Vénérable
Maitre de la société secrète des enfants de Thémis, il préside chaque réunion. Il reste anonyme comme la plupart des membres. On apprend par la suite qu'il a un nez aquilin.

#### Hermine Charvey
Peintre talentueuse, elle fait partie de la société secrète des enfants de Thémis. Son mari s'est fait assassiner le jour de leur mariage et le coupable n'a jamais été retrouvé, ce qui l'a poussé à s'engager dans la société de Thémis. Sa sœur jumelle, Alix, était la fiancée d'Étienne de Valsens mais elle a mystérieusement disparu.

#### Lambert de Croisselle
Oncle de Roselys, il fait partie des enfants de Thémis. Il apparaît aussi dans un autre livre d'Annie Jay, À la poursuite d'Olympe.

### Personnages historiques
Marie-Antoinette d'Autriche (1755-1793), reine de France, épouse de Louis XVI
Roselys entre à son service en tant que répétitrice, par la suite, la reine deviendra une amie et une alliée de confiance pour cette héroïne intrépide.
Charles X, comte d'Artois (1756-1836), beau-frère de Marie-Antoinette et frère de Louis XVI
Gabrielle de Polignac (1749-1793), amie intime de Marie-Antoinette
Aglaé de Polignac (1768-1803), fille de Gabrielle de Poligniac, mariée au duc de Guiche
Louise d'Esparbès de Lussan (1764-1804), amie de couvent d'Aglaé, mariée au duc de Polastron (frère de Gabrielle de Polignac)
Rose Bertin (1747-1813), couturière de Marie-Antoinette
Florimond de Mercy-Argenteau (1727-1794), ambassadeur d'Autriche à Paris
Franz-Anton Mesmer (1734-1815), médecin, inventeur du magnétise animal
Louis XVI de France (1754-1793), roi de France époux de Marie-Antoinette
Élisabeth de France (1764-1794), sœur de Louis XVI et du comte d'Artois, belle-sœur de Marie-Antoinette